# غول أحمد سعيد
غول أحمد سعيد (بالإنجليزية: Gul Ahmad Saeed)‏ هو قاتل متسلسل باكستاني، ولد في 1990 في باكستان.